# Rolf Åge Berg
Rolf Åge Berg (Stjørdal, 14 aprile 1957) è un ex saltatore con gli sci norvegese.

## Biografia
In Coppa del Mondo esordì il 30 dicembre 1983 a Oberstdorf (23°), ottenne il primo podio il 6 gennaio 1986 a Bischofshofen (3°) e l'unica vittoria il 19 febbraio successivo a Sankt Moritz.
In carriera prese parte a un'edizione dei Giochi olimpici invernali, Sarajevo 1984 (5° nel trampolino normale, 52° nel trampolino lungo), e a una dei Campionati mondiali, Seefeld in Tirol 1985 (10° nel trampolino normale il miglior piazzamento).

## Palmarès

### Coppa del Mondo
- Miglior piazzamento in classifica generale: 8º nel 1986
- 3 podi (tutti individuali):
  - 1 vittoria
  - 1 secondo posto
  - 1 terzo posto

#### Coppa del Mondo - vittorie
| Data             | Località     | Nazione  | Trampolino         |
| ---------------- | ------------ | -------- | ------------------ |
| 19 febbraio 1986 | Sankt Moritz | Svizzera | Olympiaschanze K94 |

#### Torneo dei quattro trampolini
- 1 podio di tappa[1]:
  - 1 terzo posto